# Святогор
Святого́р — в восточнославянской мифологии богатырь-великан. Относится к наиболее древним героям русского былинного эпоса, находящегося вне киевского и новгородского циклов и лишь отчасти соприкасающегося с первым в былинах о встрече Святогора с Ильёй Муромцем. День памяти богатыря Святогора отмечается в России 3 декабря.

## Описание

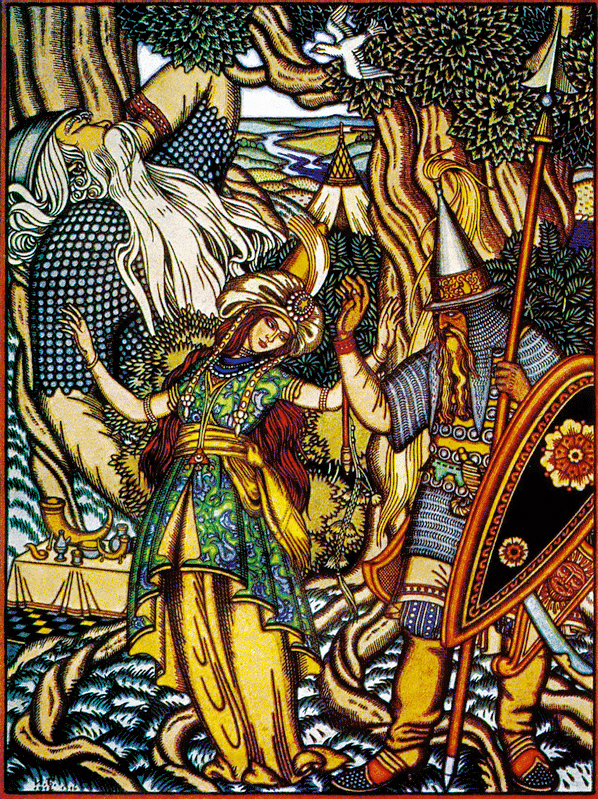
И. Я. Билибин. Илья Муромец и жена Святогора. 1912—1916

Согласно былинному эпосу, тяжести Святогора не выносит мать — Сыра Земля, но сам он не может превозмочь «тяги земной», заключённой в суме: пытаясь поднять суму, он уходит ногами в землю. В другой былине Илья Муромец и Святогор примеряют каменный гроб, встреченный ими на пути, тот оказывается впору Святогору, который не может снять крышки. Перед смертью Святогор с дыханием передаёт Илье часть своей силы.
Святогор в эпосе является огромным великаном, «выше леса стоячего, ниже облака ходячего». Он не ездит на Святую Русь, а живёт на высоких Святых горах; при его поездке Мать — Сыра Земля потрясается, леса колышутся и реки выливаются из берегов. Святогор является русским древнейшим богатырём, дохристианским, божественным и могучим.
Отец Святогора «тёмный», то есть слепой — признак существа иного мира (ср. Вий).
Однажды, чувствуя в себе исполинские силы, он похвалился, что если бы было кольцо в небе, а другое в земле, то он перевернул бы небо и землю. Это услышал Микула Селянинович и бросил на землю сумку, в которой была заключена «вся тягость земная». Святогор тщетно пытается сдвинуть суму, сидя на коне, а затем, сойдя с коня и взявшись за суму обеими руками, погрязает в землю по колени и здесь, не одолев «тяги земной», заключавшейся в суме, кончает свою жизнь. В другой версии былины Святогор не умирает, а Микула открывает ему секрет сумы.
По другому рассказу, Илья Муромец в пути, под дубом, в чистом поле, находит богатырскую постель длиной 10 саженей, шириной 6 саженей. Он засыпает на ней на три дня. На третий день с северной стороны послышался шум; конь разбудил Илью и посоветовал спрятаться на дубу. Явился Святогор, на коне, держа на плечах хрустальный ларец, в котором находилась его жена-красавица. Пока Святогор спал, жена его соблазняет на любовь Илью и затем сажает его в карман мужа. В дальнейшем пути конь говорит Святогору, что ему тяжело: до сих пор он возил богатыря с женой, теперь везёт двух богатырей. Святогор находит Илью и, расспросив, как он попал туда, убивает неверную жену, а с Ильёй вступает в братство. На пути у Северной горы богатыри встречают гроб с надписью: «Кому суждено в гробу лежать, тот в него и ляжет». Гроб оказался велик для Ильи, а за Святогором захлопнулась крышка, и тщетно он пытался выйти оттуда. Передав часть своей силы и свой меч Илье, он велит рубить крышку гроба, но с каждым ударом гроб покрывается железным обручем.Третий эпизод — женитьба Святогора; он спрашивает у Микулы, как бы узнать судьбу. Микула посылает его к Северным (Сиверским) горам, к вещему кузнецу. На вопрос Святогора о будущем тот предсказал ему женитьбу на невесте, живущей в приморском царстве 30 лет на гноище. Святогор поехал туда и, найдя больную Плёнку Поморскую на гноище, положил около неё рубль неразменный (что сам в карман возврашается), ударил её в грудь мечом и уехал. Девушка пробудилась; кора, покрывавшая её, сошла; она превратилась в красавицу, на рубль она приобрела состояние и стала торговщицей, так и расплылись слухи о её красоте, и богатырь, услыхав о её красоте, приехал и попросил её выйти за него. После свадьбы, решили они жить и спать вместе, и переспав вместе Святогор увидел на её груди шрам, узнал, в чём дело, и понял, что от судьбы не уйдёшь так как и сказал ему ковьшик судьб.
" Решил и Святогор посмотреть на плёнкину красоту, приехал в тот город, и влюбился в неё. Долго ли, коротко ли, стал он её сватать за себя, она и согласилась, и пошла за него замуж. И вот они сыграли свадьбу и стали вместе спать ложиться. Тут Святогор увидел у Плёнки рубчик на белой груди и спрашивает:
— Что это у тебя за рубчик?
А Плёнка ему отвечает:
— В нашу землю Поморскую приезжал человек неведомый, оставил в избе неразменный рубль, а я спала в то время крепким сном. Проснулась я: у меня рубец на груди, и еловая кожа с меня спала. А до того лежала я в гноище тридцать лет и три года.
Тут понял Святогор, что правду ему предсказал кузнец, и от судьбы своей не уйдешь. "
- Екстракт из " Былина четвертая, о том, как Святогор женился на Плёнке Поморской " 

## Анализ преданий

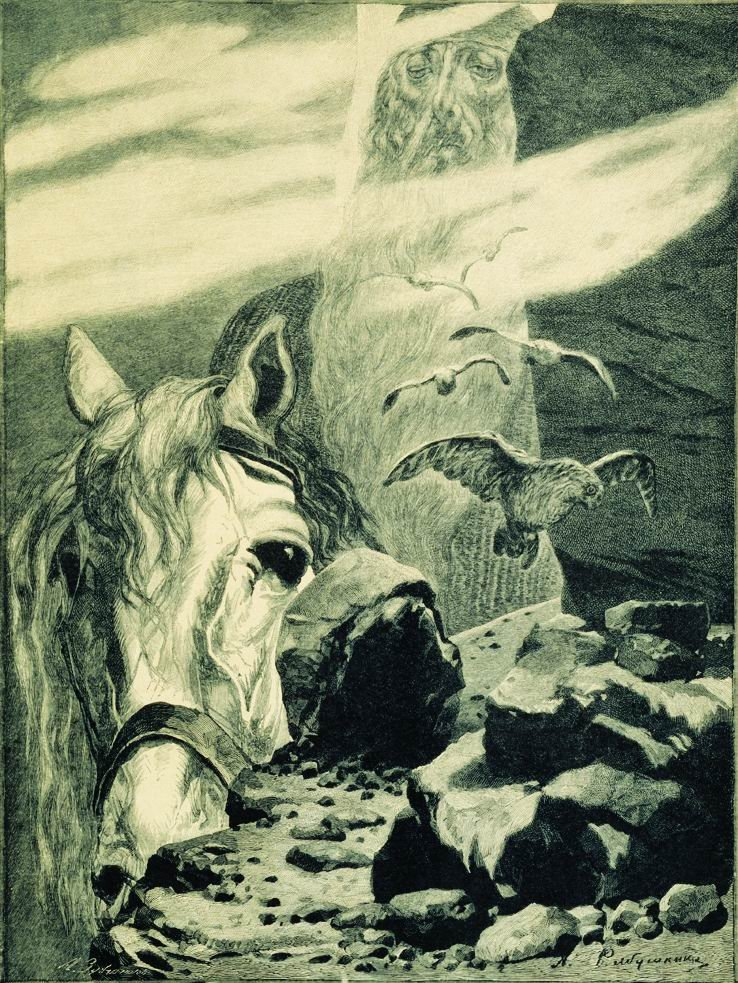
А. П. Рябушкин. Святогор. Иллюстрация к книге «Русские былинные богатыри» (1895)

Изучение этих трёх преданий привело исследователей к следующим заключениям:
1. Мотив о поднимании сумы — общераспространённый в эпосе других народов и в сказаниях о других богатырях: Анике, Колыване, Вольге, Самсоне. В югославской поэзии в роли Святогора выступает кралевич Марко; то же на Кавказе рассказывают о нарте Сослане. Сума соответствует камню в былинах о Потоке, что совпадает со средневековым рассказом об Александре Македонском, которому жители райской страны дают в дань камешек; этот камешек, который нельзя ни свесить, ни измерить, обозначает в символическом толковании еврейского мудреца[уточнить] человеческое око — зависть. Параллельным является древнее северное сказание о споре Тора с великаном[2].
2. Параллели по второму мотиву, о неверной жене Святогора, указываются в персидском сборнике «Тути-наме», в «Сказках 1001 ночи», в индийских буддийских сказках. Возможно, это эпизод восточного происхождения[источник не указан 4211 дней].
3. Сказания и повести о подобном гробе известны у украинцев, кашубов, итальянцев, цыган, мадьяр, в Древнем Египте[2].
4. Эпизод о женитьбе Святогора, известный в одной только побывальщине, восходит к народным сказкам, опирающимся на средневековые повести о том, что «суда Божия не минути» (ср. пов. в «Римских Деяниях» переведено в XVII веке на русский язык). По своим подробностям — поездка к северному колдуну-кузнецу — эта побывальщина напоминает эпизод «Калевалы». Женитьба на девушке, лежащей на гноище, встречается в старой русской повести о царевиче Фиргисе. Несмотря на массу параллелей, собранных для освещения личности Святогора, она остаётся мало разъяснённой. Прототип русского Святогора-силача не может считаться найденным, хотя предложено много гипотез: Волльнер сравнивает его со Святым Христофором, по легенде перенёсшим Христа через воду. Жданов утверждает, что прототипом Святогора был библейский Самсон. Веселовский полагает, что на былинного Самсона-богатыря перешли черты Святогора. В другом месте он же указывает на возможный источник — «Александрию», где говорится «о великом муже, которого увидев удивился Александр»: он лежал на высокой горе 1000 шагов длиной и 200 шириной, что напоминает постель Святогора. Халанский отмечает сходство и влияние Русских народных эпосов. Имя Святогор можно считать за эпитет, создавшийся по его месту жительства — Святым горам[2].
5. По мнению российского и советского филолога-фольклориста В. Я. Проппа[5], Святогор представляет собой воплощение первобытной силы, неприменимой и поэтому обречённой на гибель[1].
6. В одной былине[6] Святогор фигурирует как «славный богатырь» черниговского князя Олега Святославича. По мнению Б. А. Рыбакова, эта былина сложилась в черниговском окружении Олега Святославича, но могла отражать и более ранние эпические сказания начала X века[7][8].